# Horst Balz
Horst Robert Balz (* 21. März 1937 in Leipzig; † 28. Juli 2021 in Witten) war ein deutscher evangelischer Theologe und Neutestamentler.

## Leben
Horst Balz studierte Evangelische Theologie und promovierte 1966 bei Gerhard Friedrich in Erlangen, dessen Assistent er wurde, zunächst in Erlangen und dann in Kiel. Nach seiner Habilitation im Fach Neues Testament in Kiel 1969 war Horst Balz bis 1972 Universitätsdozent in Kiel und anschließend, ebenfalls in Kiel, Oberlandeskirchenrat. Seit 1974 war er bis zu seiner Emeritierung 2002 Professor für Theologie und Zeitgeschichte des Neuen Testaments an der Ruhr-Universität Bochum.

## Schwerpunkte
Horst Balz ist vor allem bekannt durch seine Mitherausgeberschaft von Fachlexika, für die er jeweils zahlreiche eigene Artikel verfasste:
Als Assistent von Gerhard Friedrich war er an den letzten Bänden des Theologischen Wörterbuchs zum Neuen Testament (ThWNT) beteiligt. Er war von 1976 bis 2004 Fachherausgeber Neues Testament für die Theologische Realenzyklopädie (TRE). Zusammen mit Gerhard Schneider gab er von 1978 bis 1983 das Exegetische Wörterbuch zum Neuen Testament (EWNT) heraus.

## Werke (in Auswahl)
- Methodische Probleme der neutestamentlichen Christologie. Neukirchen-Vluyn 1967
- Heilsvertrauen und Welterfahrung. Strukturen der paulinischen Eschatologie nach Römer 8, 18–39. Kaiser, München 1971
- Die Briefe an Timotheus und Titus (NTD 4). Göttingen 1974, ISBN 3-525-51335-6
- (mit Wolfgang Schrage) Die „Katholischen“ Briefe. Die Briefe des Jakobus, Petrus, Johannes und Judas (NTD 10). Göttingen 1993, ISBN 3-525-51330-5
- Heil und Heilung im Neuen Testament. In: Karl Hoheisel, Hans-Joachim Klimkeit (Hrsg.): Heil und Heilung in den Religionen. Harrassowitz, Wiesbaden 1995, ISBN 3-447-03619-2.